# باتريسيا دونيلي
باتريسيا دونيلي (بالإنجليزية: Patricia Donnelly)‏ هي عارضة أمريكية، ولدت في 30 أكتوبر 1919 في ديترويت في الولايات المتحدة، وتوفيت في 25 أكتوبر 2009.